# 6734 Бензенберг
6734 Бензенберг (6734 Benzenberg) — астероїд головного поясу, відкритий 23 березня 1992 року.
Тіссеранів параметр щодо Юпітера — 3,215.